# Ćwiersk
Ćwiersk [pronunciación en polaco: /t͡ɕfjɛrsk/] es un pueblo ubicado en el distrito administrativo de Gmina Raciąż, dentro del condado de Płońsk, Voivodato de Mazovia, en el centro-este de Polonia. Se encuentra a unos 6 kilómetros al sureste de Raciąż, a 19 kilómetros al noroeste de Płońsk, y a 82 kilómetros al noroeste de Varsovia.